# 中國國民黨中央委員會秘書長
中國國民黨中央委員會秘書長（簡稱國民黨中央黨部秘書長、國民黨中央秘書長或國民黨秘書長）是中國國民黨的最高幕僚長，負責協調中央黨部的各項事務，現任秘書長為黃健庭。中國國民黨於1929年3月第三次全國代表大會後設立中央執行委員會秘書長，為秘書處首長，綜理秘書處事務，首任秘書長為陳立夫。1938年3月臨時全國代表大會後，因應黨的體制由集體領導改為總裁制，秘書長改為承總裁之命，依中央執行委員會或其常務委員會之決議，掌理一切事務，成為黨的幕僚長。1952年10月中國國民黨第七次全國代表大會後設立中央委員會秘書長一職。秘書長由黨主席提名，經中央委員會全體會議通過任命。

## 規章職權
根據《中國國民黨中央委員會組織規程》第四條，中央委員會置秘書長一人，副秘書長若干人，由本黨主席提經中央委員會任命之。秘書長承主席之命與中央委員會之決議，掌理一切事宜，對各委員會、院工作負綜合與督導之責。

## 歷任秘書長

### 中央執行委員會秘書長
| 姓名   | 肖像 | 就任日期   | 卸任日期   |
| ------ | ---- | ---------- | ---------- |
| 陳立夫 |      | 1929年4月  | 1931年6月  |
| 丁惟汾 |      | 1931年6月  | 1931年12月 |
| 葉楚傖 |      | 1931年12月 | 1938年4月  |
| 朱家驊 |      | 1938年4月  | 1939年12月 |
| 葉楚傖 |      | 1939年12月 | 1941年3月  |
| 吳鐵城 |      | 1941年3月  | 1948年12月 |
| 鄭彥棻 |      | 1948年12月 | 1950年7月  |

1950年7月中國國民黨決定進行改造，中央執行委員會及秘書長停止行使職權，8月設立中央改造委員會，秘書長為張其昀，直至1952年10月第七次全國代表大會成立中央委員會，並設中央委員會秘書長。

### 中央委員會秘書長
| 姓名   | 肖像          | 就任日期       | 卸任日期       | 備註 |
| ------ | ------------- | -------------- | -------------- | ---- |
| 張其昀 |               | 1952年10月     | 1954年5月      |      |
| 張厲生 |               | 1954年5月      | 1959年5月      |      |
| 唐縱   |               | 1959年5月      | 1964年9月      |      |
| 谷鳳翔 |               | 1964年9月      | 1968年8月      |      |
| 張寶樹 |               | 1968年8月      | 1979年12月     |      |
| 蔣彥士 |               | 1979年12月     | 1985年2月      |      |
| 馬樹禮 |               | 1985年2月      | 1987年7月      |      |
| 李煥   |               | 1987年7月      | 1989年6月      |      |
| 宋楚瑜 |               | 1989年6月      | 1993年3月      |      |
| 許水德 |               | 1993年3月10日  | 1996年8月16日  |      |
| 吳伯雄 |               | 1996年8月16日  | 1997年12月11日 |      |
| 蔣孝嚴 |               | 1997年12月11日 | 1999年11月18日 |      |
| 黃昆輝 |               | 1999年11月18日 | 2000年3月24日  |      |
| 林豐正 |               | 2000年3月24日  | 2005年7月27日  |      |
| 詹春柏 |               | 2005年7月27日  | 2007年2月13日  |      |
| 吳敦義 |               | 2007年2月13日  | 2009年9月8日   |      |
| 詹春柏 |               | 2009年9月8日   | 2009年12月17日 |      |
| 金溥聰 |               | 2009年12月17日 | 2011年1月18日  |      |
| 廖了以 |               | 2011年1月18日  | 2012年1月31日  |      |
| 林中森 |               | 2012年2月1日   | 2012年9月26日  |      |
| 曾永權 |               | 2012年9月27日  | 2014年11月29日 |      |
| 洪秀柱 |               | 2014年12月3日  | 2015年1月18日  | 代理 |
| 李四川 |               | 2015年1月19日  | 2016年3月30日  |      |
| 莫天虎 |               | 2016年5月4日   | 2017年6月30日  |      |
| 曾永權 |               | 2017年7月12日  | 2017年8月20日  | 代理 |
| 曾永權 | 2017年8月20日 | 2020年1月15日  |                |      |
| 曾銘宗 |               | 2020年1月15日  | 2020年3月18日  | 代理 |
| 李乾龍 |               | 2020年3月18日  | 2021年10月4日  |      |
| 黃健庭 |               | 2021年10月5日  | 現任           |      |

## 外部連結
- 中國國民黨全球資訊網 > 秘書長（页面存档备份，存于）

1. ↑  .   [2014-02-25]. （原始内容存档于2014-03-02）.